# Atletiek op de Olympische Zomerspelen 2008 - 200 meter mannen

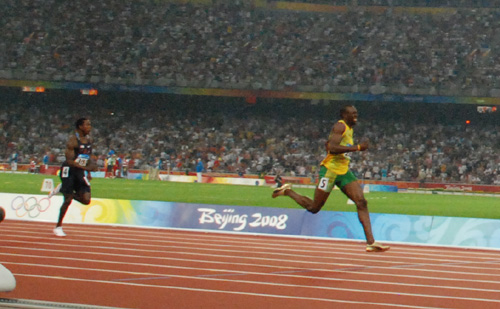
Usain Bolt wordt olympisch kampioen in een wereldrecordtijd

De 200 m sprint voor mannen op de Olympische Spelen van 2008 in Peking vond plaats van 18 augustus tot en met 20 augustus in het Nationale Stadion van Peking.

## Kwalificatie
Elk Nationaal Olympisch Comité mag drie atleet afvaardigen die in de kwalificatieperiode (1 januari 2007 tot 23 juli 2008) aan de A-limiet voldeden (20,59). Een NOC mag een atleet afvaardigen, die in dezelfde kwalificatieperiode aan de B-limiet voldeed (20,75).

## Programma
| Ronde        | Datum                | Tijd (lokaal) | Tijd (NL) |
| ------------ | -------------------- | ------------- | --------- |
| Series       | maandag 18 augustus  | 10:05         | 04:05     |
| Kwartfinale  | maandag 18 augustus  | 20:05         | 14:05     |
| Halve finale | dinsdag 19 augustus  | 21:25         | 15:25     |
| Finale       | woensdag 20 augustus | 22:20         | 16:20     |

## Records
Voor dit onderdeel waren het wereldrecord en olympisch record als volgt.
| Wereldrecord     | 19,32 | Michael Johnson | USA | Atlanta | 1 augustus 1996 |
| Olympisch record | 19,32 | Michael Johnson | USA | Atlanta | 1 augustus 1996 |

## Uitslagen
De volgende afkortingen worden gebruikt:
- Q Gekwalificeerd op basis van finishpositie
- q Gekwalificeerd op basis van finishtijd
- DNS Niet gestart
- DNF Niet aangekomen
- DSQ Gediskwalificeerd
- PB Persoonlijke besttijd
- SB Beste seizoensprestatie
- NR Nationaal record
- CR Continentaal record

### Series
Heat 1 - 18 augustus 2008 10:05
| Rang | Baan | Atleet             | Land | Tijd    | Extra | Reactietijd |
| ---- | ---- | ------------------ | ---- | ------- | ----- | ----------- |
| 1    | 4    | Shawn Crawford     | USA  | 20,61 Q |       | 0,216       |
| 2    | 6    | Marcin Jedrusinski | POL  | 20,64 Q |       | 0,199       |
| 3    | 7    | Stephan Buckland   | MRI  | 20,98 Q |       | 0,229       |
| 4    | 1    | Jiri Vojtik        | CZE  | 21,05   |       | 0,165       |
| 5    | 9    | Fanuel Kenosi      | BOT  | 21,09   |       | 0,211       |
| 6    | 3    | Adam Harris        | GUY  | 21,36   |       | 0,163       |
| 7    | 5    | Khalil Al-Hanahneh | JOR  | 21,55   | (SB)  | 0,184       |
| 8    | 2    | Solomon Bayoh      | SLE  | 22,16   |       | 0,216       |
| 9    | 8    | Francis Obikwelu   | POR  | DNS     |       |             |

Heat 2 - 18 augustus 2008 10:12
| Rang | Baan | Atleet                    | Land | Tijd    | Extra | Reactietijd |
| ---- | ---- | ------------------------- | ---- | ------- | ----- | ----------- |
| 1    | 3    | Brian Dzingai             | ZIM  | 20,25 Q |       | 0,172       |
| 2    | 5    | Christian Malcolm         | GBR  | 20,42 Q | (SB)  | 0,178       |
| 3    | 4    | Christopher Williams      | JAM  | 20,53 Q |       | 0,166       |
| 4    | 8    | Shinji Takahira           | JPN  | 20,58 q | (SB)  | 0,175       |
| 5    | 2    | Amr Ibrahim Mostafa Seoud | EGY  | 20,75 q |       | 0,172       |
| 6    | 9    | Thuso Mpuang              | RSA  | 20,87 q |       | 0,166       |
| 7    | 6    | Daniel Grueso             | COL  | 21,15   |       | 0,232       |
| 8    | 7    | Arnaldo Abrantes          | POR  | 21,46   |       | 0,173       |

Heat 3 - 18 augustus 2008 10:19
| Rang | Baan | Atleet            | Land | Tijd    | Extra | Reactietijd |
| ---- | ---- | ----------------- | ---- | ------- | ----- | ----------- |
| 1    | 8    | Marlon Devonish   | GBR  | 20,49 Q | (SB)  | 0,157       |
| 2    | 5    | Kim Collins       | SKN  | 20,55 Q |       | 0,175       |
| 3    | 7    | Marvin Anderson   | JAM  | 20,85 Q |       | 0,175       |
| 4    | 9    | Matic Osovnikar   | SLO  | 20,89 q | (SB)  | 0,189       |
| 5    | 2    | Chris Lloyd       | DMA  | 20,90   |       | 0,185       |
| 6    | 6    | Heber Viera       | URU  | 20,93   |       | 0,210       |
| 7    | 4    | Christian Reyes   | CHI  | 21,20   |       | 0,165       |
| 8    | 3    | Franklin Nazareno | ECU  | 21,26   |       | 0,174       |

Heat 4 - 18 augustus 2008 10:26
| Rang | Baan | Atleet                | Land | Tijd    | Extra | Reactietijd |
| ---- | ---- | --------------------- | ---- | ------- | ----- | ----------- |
| 1    | 5    | Roman Smirnov         | RUS  | 20,76 Q |       | 0,166       |
| 2    | 3    | Walter Dix            | USA  | 20,77 Q |       | 0,185       |
| 3    | 9    | Rolando Palacios      | HON  | 20,81 Q |       | 0,202       |
| 4    | 8    | Angel David Rodriguez | ESP  | 20,87 q |       | 0,162       |
| 5    | 2    | Bruno de Barros       | BRA  | 21,15   |       | 0,162       |
| 6    | 7    | Desislav Gunev        | BUL  | 21,55   |       | 0,178       |
| 7    | 6    | Vyacheslav Muravyev   | KAZ  | 21,68   |       | 0,206       |
| 8    | 4    | Nicolai Portelli      | MLT  | 22,31   |       | 0,180       |

Heat 5 - 18 augustus 2008 10:33
| Rang | Baan | Atleet              | Land | Tijd    | Extra | Reactietijd |
| ---- | ---- | ------------------- | ---- | ------- | ----- | ----------- |
| 1    | 6    | Rondell Sorillo     | TRI  | 20,58 Q |       | 0,193       |
| 2    | 4    | Usain Bolt          | JAM  | 20,64 Q |       | 0,177       |
| 3    | 2    | Kristof Beyens      | BEL  | 20,69 Q |       | 0,148       |
| 4    | 9    | Marc Schneeberger   | SUI  | 20,86 q |       | 0,137       |
| 5    | 7    | Jose Acevedo        | VEN  | 21,06   |       | 0,270       |
| 6    | 8    | Ihor Bodrov         | UKR  | 21,38   |       | 0,172       |
| 7    | 3    | Mohamad Siraj Tamim | LIB  | 21,80   | (PB)  | 0,206       |
| 8    | 1    | Oleg Juravlyov      | UZB  | 22,31   |       | 0,145       |
| 9    | 5    | Juan Zeledon        | NCA  | 23,39   |       | 0,173       |

Heat 6 - 18 augustus 2008 10:40
| Rang | Baan | Atleet              | Land | Tijd    | Extra | Reactietijd |
| ---- | ---- | ------------------- | ---- | ------- | ----- | ----------- |
| 1    | 3    | Wallace Spearmon    | USA  | 20,46 Q |       | 0,184       |
| 2    | 4    | Jaysuma Saidy Ndure | NOR  | 20,54 Q | (SB)  | 0,161       |
| 3    | 2    | Paul Hession        | IRL  | 20,59 Q |       | 0,190       |
| 4    | 8    | Seth Amoo           | GHA  | 20,91   |       | 0,140       |
| 5    | 7    | Ronalds Arajs       | LAT  | 21,22   |       | 0,218       |
| 6    | 5    | Jayson Jones        | BIZ  | 21,54   |       | 0,162       |
| 7    | 6    | Nabie Foday Fofanah | GUI  | 21,68   |       | 0,247       |
| 8    | 9    | Bryan Barnett       | CAN  | DNF     |       | 0,164       |

Heat 7 - 18 augustus 2008 10:47
| Rang | Baan | Atleet             | Land | Tijd    | Extra | Reactietijd |
| ---- | ---- | ------------------ | ---- | ------- | ----- | ----------- |
| 1    | 6    | Obinna Metu        | NGR  | 20,62 Q |       | 0,168       |
| 2    | 9    | Ramil Goelijev     | AZE  | 20,78 Q | (SB)  | 0,175       |
| 3    | 8    | Churandy Martina   | AHO  | 20,78 Q |       | 0,172       |
| 4    | 4    | Sandro Viana       | BRA  | 20,84 q |       | 0,159       |
| 5    | 5    | Jamaal Rolle       | BAH  | 20,93   |       | 0,162       |
| 6    | 2    | Shingo Suetsugu    | JPN  | 20,93   |       | 0,185       |
| 7    | 7    | Omar Juma Al-Salfa | UAE  | 21,00   |       | 0,184       |
| 8    | 3    | Bryan Barnett      | CAN  | DNS     |       |             |

Heat 8 - 18 augustus 2008 10:54
| Rang | Baan | Atleet            | Land | Tijd    | Extra | Reactietijd |
| ---- | ---- | ----------------- | ---- | ------- | ----- | ----------- |
| 1    | 6    | Aaron Armstrong   | TRI  | 20,57 Q |       | 0,183       |
| 2    | 8    | Brendan Christian | ANT  | 20,58 Q |       | 0,164       |
| 3    | 7    | Jared Connaughton | CAN  | 20,60 Q |       | 0,146       |
| 4    | 9    | Visa Hongisto     | FIN  | 20,62 q | (SB)  | 0,145       |
| 5    | 3    | Marco Cribari     | SUI  | 20,98   |       | 0,171       |
| 6    | 2    | James Dolphin     | NZL  | 20,98   |       | 0,161       |
| 7    | 5    | Peimeng Zhang     | CHN  | 21,06   | (SB)  | 0,150       |
|      | 4    | Samuel Francis    | QAT  | DNS     |       |             |

### Kwartfinales
Heat 1 - 18 augustus 2008 20:05
| Rang | Baan | Atleet                | Land | Tijd    | Extra | Reactietijd |
| ---- | ---- | --------------------- | ---- | ------- | ----- | ----------- |
| 1    | 4    | Usain Bolt            | JAM  | 20,29 Q |       | 0,186       |
| 2    | 7    | Shawn Crawford        | USA  | 20,42 Q |       | 0,198       |
| 3    | 6    | Kim Collins           | SKN  | 20,43 Q | (SB)  | 0,233       |
| 4    | 5    | Marlon Devonish       | GBR  | 20,43 q | (SB)  | 0,146       |
| 5    | 9    | Jared Connaughton     | CAN  | 20,45 q |       | 0,151       |
| 6    | 3    | Amr Seoud             | EGY  | 20,45   | (NR)  | 0,151       |
| 7    | 8    | Rolando Palacios      | HON  | 20,87   |       | 0,248       |
| 8    | 2    | Angel David Rodriguez | ESP  | 20,96   |       | 0,172       |

Heat 2 - 18 augustus 2008 20:12
| Rang | Baan | Atleet               | Land | Tijd    | Extra | Reactietijd |
| ---- | ---- | -------------------- | ---- | ------- | ----- | ----------- |
| 1    | 4    | Brian Dzingai        | ZIM  | 20,23 Q |       | 0,182       |
| 2    | 7    | Walter Dix           | USA  | 20,27 Q |       | 0,162       |
| 3    | 8    | Christopher Williams | JAM  | 20,28 Q |       | 0,159       |
| 4    | 6    | Christian Malcolm    | GBR  | 20,30 q | (SB)  | 0,188       |
| 5    | 9    | Stephan Buckland     | MRI  | 20,37 q | (SB)  | 0,188       |
| 6    | 5    | Roman Smirnov        | RUS  | 20,62   |       | 0,161       |
| 7    | 3    | Shinji Takahira      | JPN  | 20,63   |       | 0,185       |
| 8    | 2    | Matic Osovnikar      | SLO  | 20,95   |       | 0,171       |

Heat 3 - 18 augustus 2008 20:19
| Rang | Baan | Atleet             | Land | Tijd    | Extra | Reactietijd |
| ---- | ---- | ------------------ | ---- | ------- | ----- | ----------- |
| 1    | 5    | Brendan Christian  | ANT  | 20,26 Q |       | 0,166       |
| 2    | 8    | Churandy Martina   | AHO  | 20,42 Q |       | 0,155       |
| 3    | 9    | Kristof Beyens     | BEL  | 20,50 Q |       | 0,155       |
| 4    | 6    | Marcin Jedrusinski | POL  | 20,58   | (=SB) | 0,199       |
| 5    | 4    | Aaron Armstrong    | TRI  | 20,58   |       | 0,155       |
| 6    | 7    | Obinna Metu        | NGR  | 20,65   |       | 0,195       |
| 7    | 2    | Sandro Viana       | BRA  | 21,07   |       | 0,168       |
| 8    | 3    | Marc Schneeberger  | SUI  | 21,48   |       | 0,156       |

Heat 4 - 18 augustus 2008 20:26
| Rang | Baan | Atleet              | Land | Tijd    | Extra | Reactietijd |
| ---- | ---- | ------------------- | ---- | ------- | ----- | ----------- |
| 1    | 8    | Paul Hession        | IRL  | 20,32 Q | (SB)  | 0,190       |
| 2    | 4    | Wallace Spearmon    | USA  | 20,39 Q |       | 0,202       |
| 3    | 6    | Jaysuma Saidy Ndure | NOR  | 20,45 Q | (SB)  | 0,131       |
| 4    | 7    | Rondell Sorillo     | TRI  | 20,63   |       | 0,164       |
| 5    | 5    | Ramil Goelijev      | AZE  | 20,66   | (NR)  | 0,174       |
| 6    | 3    | Visa Hongisto       | FIN  | 20,76   |       | 0,124       |
| 7    | 2    | Thuoso Mpuang       | RSA  | 21,04   |       | 0,162       |
| 8    | 9    | Marvin Anderson     | JAM  | DNF     |       | 0,187       |

### Halve finales
Heat 1 - 19 augustus 2008 21:25
| Rang | Baan | Atleet               | Land | Tijd    | Extra | Reactietijd |
| ---- | ---- | -------------------- | ---- | ------- | ----- | ----------- |
| 1    | 7    | Churandy Martina     | AHO  | 20,11 Q | (NR)  | 0,154       |
| 2    | 6    | Brian Dzingai        | ZIM  | 20,17 Q | (=SB) | 0,184       |
| 3    | 4    | Walter Dix           | USA  | 20,19 Q |       | 0,161       |
| 4    | 3    | Christian Malcolm    | GBR  | 20,25 Q | (SB)  | 0,181       |
| 5    | 5    | Paul Hession         | IRL  | 20,38   |       | 0,175       |
| 6    | 9    | Christopher Williams | JAM  | 20,45   |       | 0,217       |
| 7    | 2    | Jared Connaughton    | CAN  | 20,58   |       | 0,146       |
| 8    | 8    | Kristof Beyens       | BEL  | 20,69   |       | 0,211       |

Heat 2 - 19 augustus 2008 21:33
| Rang | Baan | Atleet              | Land | Tijd    | Extra | Reactietijd |
| ---- | ---- | ------------------- | ---- | ------- | ----- | ----------- |
| 1    | 6    | Usain Bolt          | JAM  | 20,09 Q |       | 0,175       |
| 2    | 5    | Shawn Crawford      | USA  | 20,12 Q |       | 0,196       |
| 3    | 7    | Wallace Spearmon    | USA  | 20,14 Q |       | 0,196       |
| 4    | 8    | Kim Collins         | SKN  | 20,25 Q | (SB)  | 0,191       |
| 5    | 4    | Brendan Christian   | ANT  | 20,29   |       | 0,135       |
| 6    | 2    | Stephan Buckland    | MRI  | 20,48   |       | 0,141       |
| 7    | 3    | Marlon Devonish     | GBR  | 20,57   |       | 0,258       |
| 8    | 9    | Jaysuma Saidy Ndure | NOR  | DNS     |       |             |

### Finale
De finale werd gelopen op 20 augustus 2008 om 22:20. Zowel Wallace Spearmon en Churandy Martina werden gediskwalificeerd, omdat ze beide buiten hun baan gelopen zouden hebben. Er werd gelopen met een tegenwind van -0,9 m/s.
| Rang   | Baan | Baam              | Land | Reactietijd | Tijd  | Extra |
| ------ | ---- | ----------------- | ---- | ----------- | ----- | ----- |
| Goud   | 5    | Usain Bolt        | JAM  | 0,182       | 19,30 | WR    |
| Zilver | 4    | Shawn Crawford    | USA  | 0,120       | 19,96 |       |
| Brons  | 8    | Walter Dix        | USA  | 0,151       | 19,98 |       |
| 4      | 6    | Brian Dzingai     | ZIM  | 0,185       | 20,22 |       |
| 5      | 3    | Christian Malcolm | GBR  | 0,212       | 20,40 |       |
| 6      | 2    | Kim Collins       | SKN  | 0,165       | 20,59 |       |
| 7      | 7    | Churandy Martina  | AHO  | 0,144       | DSQ   |       |
| 8      | 9    | Wallace Spearmon  | USA  | 0,167       | DSQ   |       |